# Centemopsis polygonoides
Centemopsis polygonoides är en amarantväxtart som först beskrevs av Lopr., och fick sitt nu gällande namn av Karl Suessenguth. Centemopsis polygonoides ingår i släktet Centemopsis och familjen amarantväxter. Inga underarter finns listade i Catalogue of Life.